# 宗武志

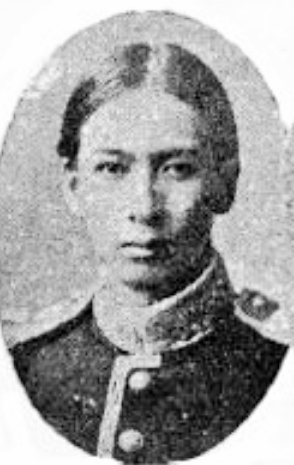
宗氏35代当主・宗武志

宗 武志（そう たけゆき、1908年〈明治41年〉2月16日 - 1985年〈昭和60年〉4月22日）は、日本の英語学者、詩人、華族。爵位は伯爵。旧姓は黒田（くろだ）。麗澤大学名誉教授。李王家徳恵翁主の夫。宗氏第37代当主。
貴族院議員、麗澤大学学監、学校法人廣池学園常務理事などを歴任した。

## 来歴

### 生い立ち

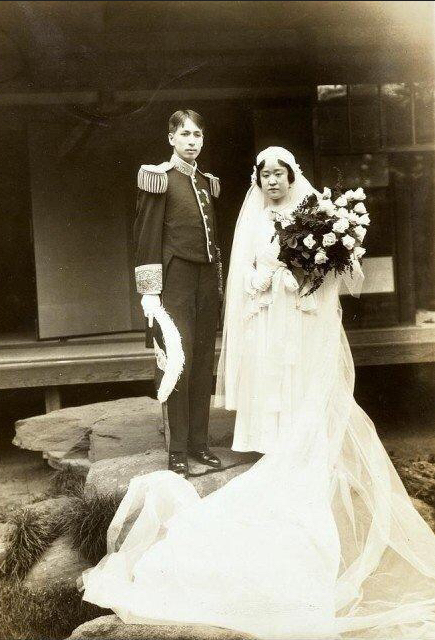
ウェディング姿の妻・徳恵と

東京府東京市四谷区伝馬町新一丁目（現在の東京都新宿区四谷二丁目）にて、父・黒田和志（よりゆき、対馬府中藩藩主宗義和六男）、母・鏻子（れいこ、黒田直和の娘）の末子（四男）として生まれる。母の実家である黒田家は上総久留里藩の旧藩主の家柄。父和志は対馬藩の旧藩主宗重正の実弟で貴族院議員を務めていた。1934年にエチオピア帝国皇帝ハイレ・セラシエ1世の甥アラヤ・アベベ皇太子が日本人妻（貴族）を公募した際、妃候補として手を挙げた黒田雅子は武志の姪にあたる。
四谷第一尋常小学校から全寮制の日本済美学校を経て、1917年に父親が亡くなったことにより、1918年に父の故郷対馬に渡り厳原尋常高等小学校に転じる。1920年、対馬中学校に入学。在学中、1923年3月に伯父重正の子・重望が死去し嗣子不在のため、同年10月に宗家の家督を継ぎ、第37代当主となる。
1925年3月に対馬中学校を卒業して東京に戻り、同年4月、学習院高等科 (旧制)に入学。在学中、北原白秋に入門。1928年、東京帝国大学文学部英文科に入学、市河三喜や斎藤勇に師事、1931年3月に卒業。同年、高宗 (朝鮮)の娘・徳恵翁主と結婚。

### 研究者として
1932年、廣池千九郎の道徳科学の講席に参加。1935年、道徳科学専攻塾の開設に際し廣池の招聘を受けて講師となり、道徳科学の講義を担当。1936年から道徳科学専攻塾本科の英語を担当しつつ、同年、東大大学院に入学し市河三喜のもとで現代英語を研究。1939年、同大学院修了。1940年、道徳科学専攻塾講師を辞任。以後、自宅において英会話作文・ラテン語・ギリシア語・イタリア語などを学んだ。
1944年、内閣情報局事務嘱託（奏任）となり、総裁官房戦時資料室第二課で英文和訳に従事。1945年7月、二等兵として召集を受け陸軍独立第37大隊に入隊し、柏83部隊に転属。戦後、1946年6月27日の貴族院伯爵議員補欠選挙にて貴族院議員に選出され研究会に所属。1947年5月3日、日本国憲法施行に伴い爵位を喪失。
以後、麗澤大学教授・同外国語学部長・学監を歴任、1978年、名誉教授となる。この間、1963年には学校法人廣池学園理事、財団法人道徳科学研究所理事、1970年には学校法人廣池学園常務理事に就任。生涯を通して詩作と絵画に打ち込み、1975年には詩誌『詩田』を主宰創刊した。麗澤大学の校歌の作詞も担当した（作曲・團伊玖磨）。また、同大学とその母体である学校法人廣池学園がある光ケ丘の地名は、麗澤短期大学学監だった武志が新渡戸稲造の言葉「東方の光」にちなんで命名したもの。
1978年には対馬の宗家文庫の長崎県立対馬歴史民俗資料館への永久寄託を許諾した。この交渉時に「文庫の資料は対馬のものなので対馬にあげるが、県にやるのではない。自分が貰う分もあるでしょう」と述べたという。絵も描く武志は自作の油絵「あさじのうみ」（1977年）も同館に寄贈した。1983年には同資料館の開館5周年記念式典に出席し、「対馬の文化について」の講演をした。宗家文書は現在国内外７か所で収蔵されているが、同資料館には約8万点が所蔵されている。墓所は対馬市万松院。

## 私生活

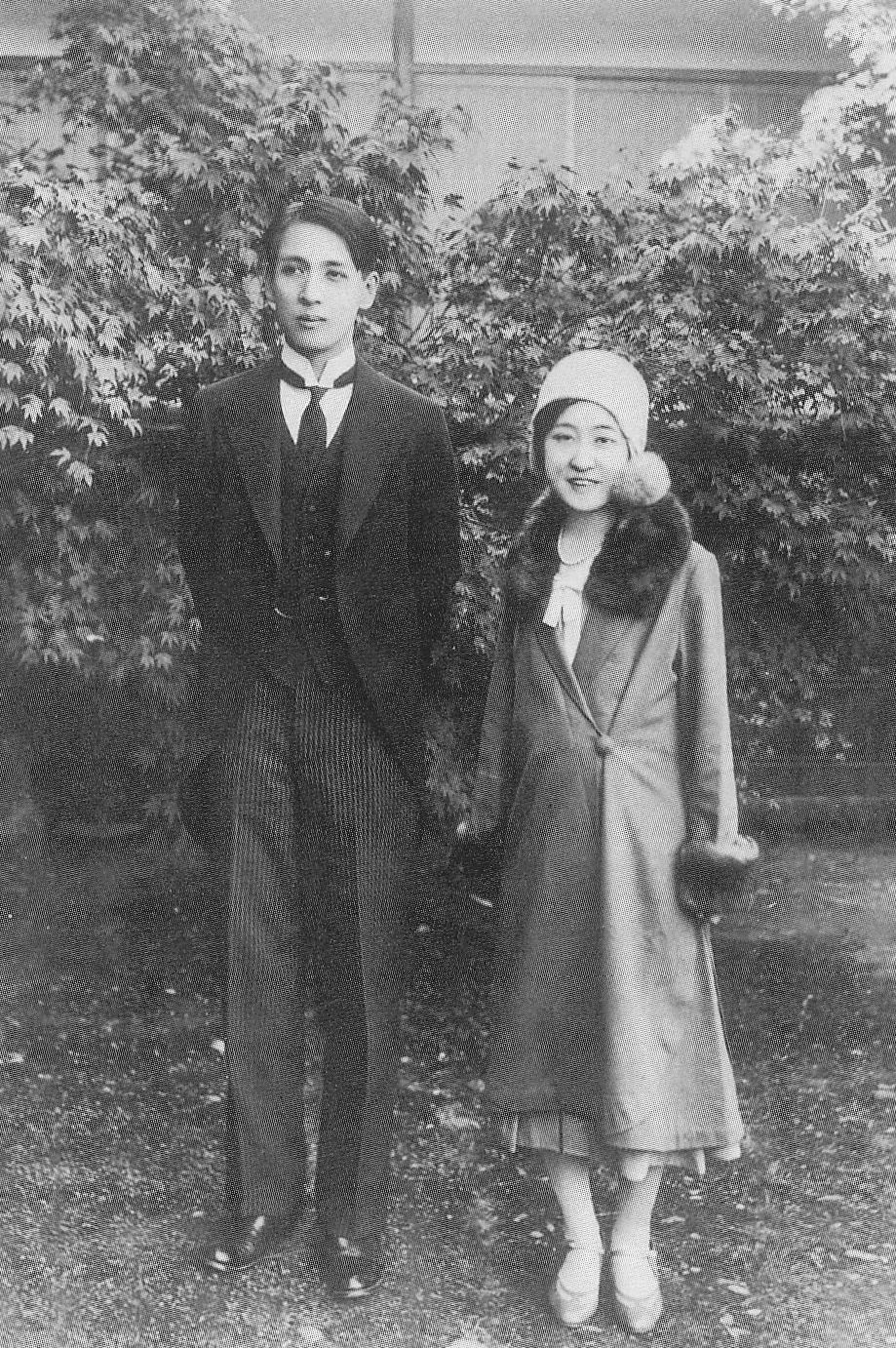
1931年、長崎県下県郡厳原町にて李徳恵（右）と

1931年5月、王族で元大韓帝国皇帝であった徳寿宮李太王熈の娘李徳恵と結婚。徳恵は幼少期より先天性の精神・知能疾患を抱えており、結婚直後に対馬に渡った際も関係者の前で奇声を発して笑い転げるという言動を見せたが、離婚とはならなかった。当時宗家は莫大な借財を抱えていたが、徳恵と結婚していた時期、宗家には李王家より1万円程度の補助金が渡っていた。1932年8月14日には長女宗正恵を出産するが、病状は悪化の一途を辿り、1955年6月に徳恵の実家の要請により離婚した。また正恵も日本人鈴木昇を婿に迎えるが、1956年に自殺を目的に失踪した。その後、韓国を訪問した際に徳恵が居住していた昌徳宮・楽善斎を訪れ、徳恵との面会を求めたが門前払いされ、再会は叶わなかった。
1955年秋に日本人の勝村良江と再婚して千葉県柏市の廣池学園の教員宿舎に移住。良江との間には長男立人（宗氏第38代当主、廣池学園勤務）・次女和木・次男中正（道徳科学研究所副所長）が生まれた。
韓国国内では宗について、そもそもが日本の植民地支配下での政略結婚であり、家の事情とはいえ徳恵を精神病院に入院させ、すぐに自身は日本人女性と再婚したこと等から批判的な見方が多い。

## 結婚奉祝記念碑
徳恵姫と結婚後、対馬島民によって厳原八幡宮神社前の広場に結婚奉祝記念碑が建てられたが、後年、資料館設立の機に来島した武志の希望で撤去された。しかし、日韓交隣促進を理由に、2001年に対馬と韓国の両方で「記念碑復元実行委員会」が発足し、旧金石城庭園の近くに新たに「李王家・宗伯爵家御結婚奉祝記念碑」が建立された。

## 著書
- 『対馬民謡集』第一書房、1934年
- 『海郷』第二書房、1956年
- 『紀行110日』廣池学園出版部、1964年
- 『春庭楽（しゅんだいらく）』廣池学園事業部、1978年
- 『日の雫』沙羅詩社、1978年
- 『黒潮─宗武志歌集』私家版、1985年

## 校歌
- 長崎県立対馬高等学校校歌（作曲：岡山直）
- 長崎県立豊玉高等学校校歌（作曲：平井康三郎）
- 長崎県立上対馬高等学校校歌（作曲：内藤邦子）
- 対馬市立厳原中学校校歌（作曲：乗松昭博）
- 対馬市立雞知中学校校歌（作曲：乗松明広）
- 対馬市立佐須中学校校歌（作曲：長瀬正志）
- 対馬市立厳原小学校校歌（作曲：西本祥子）
- 対馬市立金田小学校校歌（作曲：平井康太郎）
- 対馬市立久田小学校校歌（作曲：笹森猛正）

## 登場作品
映画
- ラスト・プリンセス 大韓帝国最後の皇女（2016年、韓国、演：キム・ジェウク）